# Vampiri amanti
Vampiri amanti (The Vampire Lovers) è un film del 1970 diretto da Roy Ward Baker.
Film dell'orrore basato sul romanzo breve Carmilla di Sheridan Le Fanu.
Il film ebbe due seguiti: Mircalla, l'amante immortale e Le figlie di Dracula, entrambi distribuiti nel 1971.

## Trama
La figlia del generale Spielsdorf, Laura, diventa intima amica di Marcilla. Ammalatasi per cause ignote, Laura muore e Marcilla scompare misteriosamente. Per svelare il mistero di questo e di altri decessi sospetti, Spielsdorf chiede aiuto a un noto cacciatore di vampiri.